# Đội tuyển bóng đá quốc gia Croatia
Đội tuyển bóng đá quốc gia Croatia (tiếng Croatia: Hrvatska nogometna reprezentacija) là đội tuyển cấp quốc gia của Croatia do Liên đoàn bóng đá Croatia quản lý. Đội tuyển Croatia được đánh giá là một trong những đội bóng có thực lực tại châu Âu cũng như thế giới với nhiều năm liền góp mặt tại các giải đấu lớn như World Cup hay Euro.
Trận thi đấu quốc tế đầu tiên của đội tuyển Croatia là trận gặp đội tuyển Slovakia vào năm 1941. Thành tích tốt nhất của đội cho đến nay là vị trí á quân của World Cup 2018 và UEFA Nations League 2022–23.

## Sân vận động

### Kỷ lục địa điểm nhà

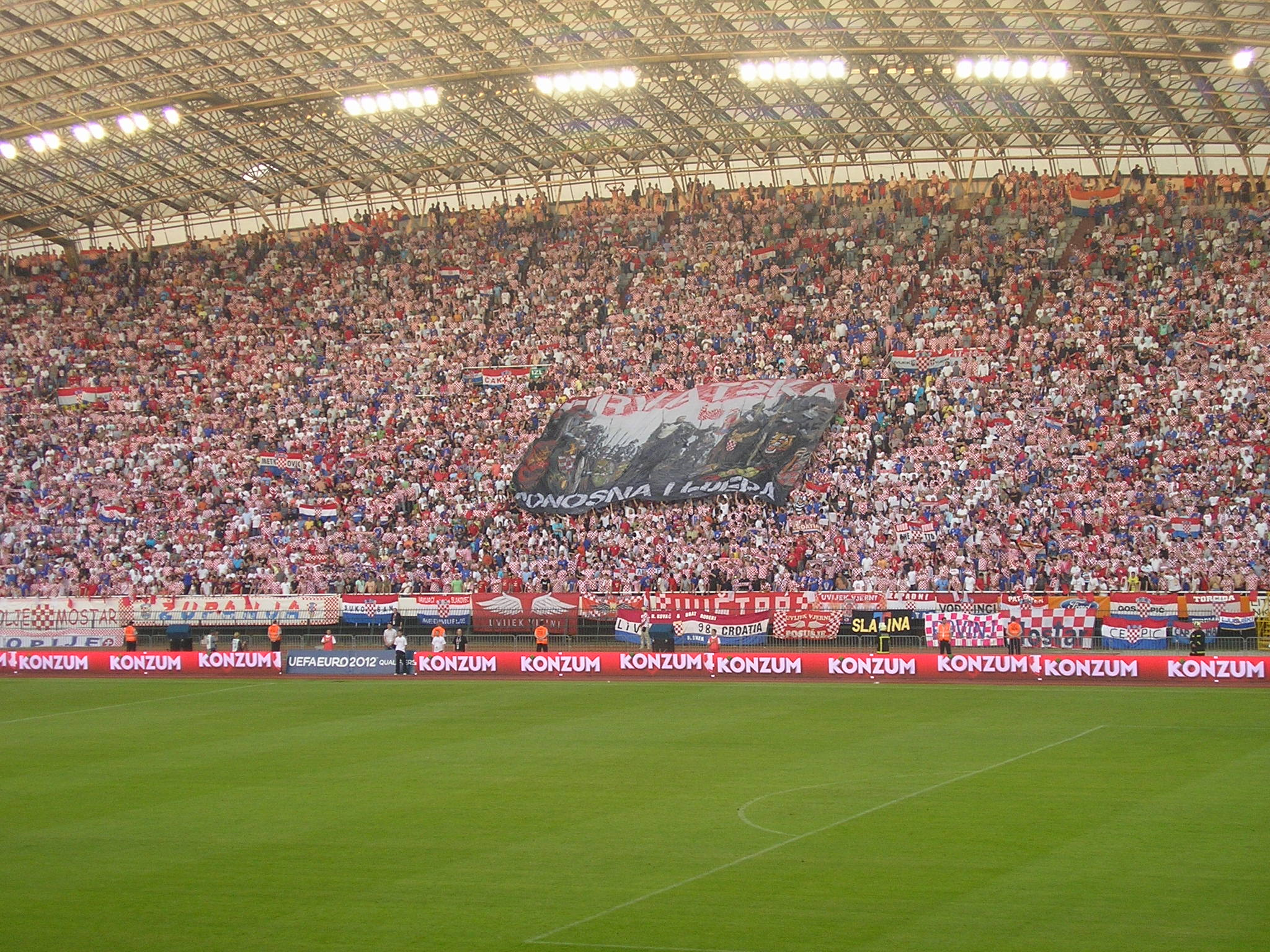
Người hâm mộ tại sân vận động Poljud

Bảng sau đây cung cấp một kết quả tóm tắt Croatia tại các địa điểm khác nhau được sử dụng cho các trận nhà. Kể từ trận đấu đầu tiên của Croatia vào tháng 10 năm 1990, họ đã thi đấu các trận nhà tại 11 sân vận động trên khắp đất nước. Bảng sau đây cung cấp một kết quả tóm tắt của Croatia tại các địa điểm nhà.
Từ khóa: St–số trận, T–trận thắng, H–trận hòa; B–trận bại, %–tỷ lệ phần trăm thắng
| Sân vận động               | Thành phố / Thị trấn | St  | T  | H  | B  | Thắng % | Trận đấu cuối cùng được tổ chức |
| -------------------------- | -------------------- | --- | -- | -- | -- | ------- | ------------------------------- |
| Sân vận động Maksimir      | Zagreb               | 65  | 45 | 15 | 5  | 069,2   | 2019                            |
| Sân vận động Poljud        | Split                | 13  | 2  | 7  | 4  | 015,4   | 2019                            |
| Sân vận động Kantrida      | Rijeka               | 12  | 11 | 1  | 0  | 091,7   | 2011                            |
| Sân vận động Gradski vrt   | Osijek               | 12  | 10 | 2  | 0  | 083,3   | 2019                            |
| Sân vận động A. Herjavec   | Varaždin             | 8   | 5  | 2  | 1  | 062,5   | 2019                            |
| Sân vận động A. Drosina    | Pula                 | 5   | 4  | 0  | 1  | 080,0   | 2019                            |
| Sân vận động Rujevica      | Rijeka               | 5   | 3  | 2  | 0  | 060,0   | 2019                            |
| Sân vận động Cibalia       | Vinkovci             | 1   | 1  | 0  | 0  | 100,0   | 2009                            |
| Sân vận động Kranjčevićeva | Zagreb               | 1   | 1  | 0  | 0  | 100,0   | 1996                            |
| Sân vận động Šubićevac     | Šibenik              | 1   | 0  | 1  | 0  | 000,0   | 2003                            |
| Sân vận động Koprivnica    | Koprivnica           | 1   | 1  | 0  | 0  | 100,0   | 2016                            |
| Tổng số                    | Tổng số              | 113 | 74 | 29 | 10 | 65.2%   | Bản mẫu:Sortdash                |

Cập nhật lần cuối: Croatia v Gruzia, ngày 19 tháng 11 năm 2019. Các thống kê bao gồm các trận đấu được công nhận chính thức của FIFA.

## Kỷ lục giải thi đấu

### Giải vô địch bóng đá thế giới
Từ 1930 đến 1990, Croatia là một phần của Nam Tư.
Năm 1994, Croatia không tham dự do đến tháng 7 năm 1992 mới là thành viên chính thức của FIFA.
Từ 1998 đến nay, đội tuyển Croatia đã 6 lần tham dự các Giải vô địch bóng đá thế giới với thành tích cao nhất là á quân của World Cup 2018.
| Năm           | Thành tích                                         | Thứ hạng                                           | Số trận                                            | Thắng                                              | Hòa*                                               | Thua                                               | Bàn thắng                                          | Bàn thua                                           |
| ------------- | -------------------------------------------------- | -------------------------------------------------- | -------------------------------------------------- | -------------------------------------------------- | -------------------------------------------------- | -------------------------------------------------- | -------------------------------------------------- | -------------------------------------------------- |
| 1930 đến 1990 | Không tham dự, là một phần của Nam Tư              | Không tham dự, là một phần của Nam Tư              | Không tham dự, là một phần của Nam Tư              | Không tham dự, là một phần của Nam Tư              | Không tham dự, là một phần của Nam Tư              | Không tham dự, là một phần của Nam Tư              | Không tham dự, là một phần của Nam Tư              | Không tham dự, là một phần của Nam Tư              |
| 1994          | Không tham dự, vì chưa phải là thành viên của FIFA | Không tham dự, vì chưa phải là thành viên của FIFA | Không tham dự, vì chưa phải là thành viên của FIFA | Không tham dự, vì chưa phải là thành viên của FIFA | Không tham dự, vì chưa phải là thành viên của FIFA | Không tham dự, vì chưa phải là thành viên của FIFA | Không tham dự, vì chưa phải là thành viên của FIFA | Không tham dự, vì chưa phải là thành viên của FIFA |
| 1998          | Hạng ba                                            | 3                                                  | 7                                                  | 5                                                  | 0                                                  | 2                                                  | 11                                                 | 5                                                  |
| 2002          | Vòng 1                                             | 23                                                 | 3                                                  | 1                                                  | 0                                                  | 2                                                  | 2                                                  | 3                                                  |
| 2006          | Vòng 1                                             | 22                                                 | 3                                                  | 0                                                  | 2                                                  | 1                                                  | 2                                                  | 3                                                  |
| 2010          | Không vượt qua vòng loại                           | Không vượt qua vòng loại                           | Không vượt qua vòng loại                           | Không vượt qua vòng loại                           | Không vượt qua vòng loại                           | Không vượt qua vòng loại                           | Không vượt qua vòng loại                           | Không vượt qua vòng loại                           |
| 2014          | Vòng 1                                             | 19                                                 | 3                                                  | 1                                                  | 0                                                  | 2                                                  | 6                                                  | 6                                                  |
| 2018          | Á quân                                             | 2                                                  | 7                                                  | 4                                                  | 2                                                  | 1                                                  | 14                                                 | 9                                                  |
| 2022          | Hạng ba                                            | 3                                                  | 7                                                  | 2                                                  | 4                                                  | 1                                                  | 8                                                  | 7                                                  |
| 2026          | Chưa xác định                                      | Chưa xác định                                      | Chưa xác định                                      | Chưa xác định                                      | Chưa xác định                                      | Chưa xác định                                      | Chưa xác định                                      | Chưa xác định                                      |
| 2030          | Chưa xác định                                      | Chưa xác định                                      | Chưa xác định                                      | Chưa xác định                                      | Chưa xác định                                      | Chưa xác định                                      | Chưa xác định                                      | Chưa xác định                                      |
| 2034          | Chưa xác định                                      | Chưa xác định                                      | Chưa xác định                                      | Chưa xác định                                      | Chưa xác định                                      | Chưa xác định                                      | Chưa xác định                                      | Chưa xác định                                      |
| Tổng cộng     | 6/22 1 lần á quân                                  | 6/22 1 lần á quân                                  | 30                                                 | 18                                                 | 8                                                  | 9                                                  | 43                                                 | 33                                                 |

*Tính cả các trận hòa ở các trận đấu loại trực tiếp phải giải quyết bằng sút phạt đền luân lưu.

### Giải vô địch bóng đá châu Âu
Từ 1960 đến 1988, Croatia là một phần của Nam Tư.
Năm 1992, Croatia không tham dự do đến tháng 7 năm 1992 mới là thành viên chính thức của FIFA.
Từ 1996 đến nay, đội tuyển Croatia đã 6 lần tham dự vòng chung kết các Giải vô địch bóng đá châu Âu, trong đó thành tích cao nhất là vào tứ kết (2 lần).
| Năm           | Thành tích                                         | Số trận                                            | Thắng                                              | Hòa*                                               | Thua                                               | Bàn thắng                                          | Bàn thua                                           |
| ------------- | -------------------------------------------------- | -------------------------------------------------- | -------------------------------------------------- | -------------------------------------------------- | -------------------------------------------------- | -------------------------------------------------- | -------------------------------------------------- |
| 1960 đến 1988 | Không tham dự, là một phần của Nam Tư              | Không tham dự, là một phần của Nam Tư              | Không tham dự, là một phần của Nam Tư              | Không tham dự, là một phần của Nam Tư              | Không tham dự, là một phần của Nam Tư              | Không tham dự, là một phần của Nam Tư              | Không tham dự, là một phần của Nam Tư              |
| 1992          | Không tham dự, vì chưa phải là thành viên của UEFA | Không tham dự, vì chưa phải là thành viên của UEFA | Không tham dự, vì chưa phải là thành viên của UEFA | Không tham dự, vì chưa phải là thành viên của UEFA | Không tham dự, vì chưa phải là thành viên của UEFA | Không tham dự, vì chưa phải là thành viên của UEFA | Không tham dự, vì chưa phải là thành viên của UEFA |
| 1996          | Tứ kết                                             | 4                                                  | 2                                                  | 0                                                  | 2                                                  | 5                                                  | 5                                                  |
| 2000          | Không vượt qua vòng loại                           | Không vượt qua vòng loại                           | Không vượt qua vòng loại                           | Không vượt qua vòng loại                           | Không vượt qua vòng loại                           | Không vượt qua vòng loại                           | Không vượt qua vòng loại                           |
| 2004          | Vòng 1                                             | 3                                                  | 0                                                  | 2                                                  | 1                                                  | 4                                                  | 6                                                  |
| 2008          | Tứ kết                                             | 4                                                  | 3                                                  | 1                                                  | 0                                                  | 5                                                  | 2                                                  |
| 2012          | Vòng 1                                             | 3                                                  | 1                                                  | 1                                                  | 1                                                  | 4                                                  | 3                                                  |
| 2016          | Vòng 2                                             | 4                                                  | 2                                                  | 1                                                  | 1                                                  | 5                                                  | 4                                                  |
| 2020          | Vòng 2                                             | 4                                                  | 1                                                  | 1                                                  | 2                                                  | 7                                                  | 8                                                  |
| 2024          | Vòng 1                                             | 3                                                  | 0                                                  | 2                                                  | 1                                                  | 3                                                  | 6                                                  |
| 2028          | Chưa xác định                                      | Chưa xác định                                      | Chưa xác định                                      | Chưa xác định                                      | Chưa xác định                                      | Chưa xác định                                      | Chưa xác định                                      |
| 2032          | Chưa xác định                                      | Chưa xác định                                      | Chưa xác định                                      | Chưa xác định                                      | Chưa xác định                                      | Chưa xác định                                      | Chưa xác định                                      |
| Tổng cộng     | 7/8 2 lần tứ kết                                   | 25                                                 | 9                                                  | 8                                                  | 8                                                  | 33                                                 | 34                                                 |

*Tính cả các trận hòa ở các trận đấu loại trực tiếp phải giải quyết bằng sút phạt đền luân lưu.

### UEFA Nations League
| Thành tích tại UEFA Nations League | Thành tích tại UEFA Nations League | Thành tích tại UEFA Nations League | Thành tích tại UEFA Nations League | Thành tích tại UEFA Nations League | Thành tích tại UEFA Nations League | Thành tích tại UEFA Nations League | Thành tích tại UEFA Nations League | Thành tích tại UEFA Nations League | Thành tích tại UEFA Nations League | Thành tích tại UEFA Nations League |
| Mùa giải                           | Hạng đấu                           | Bảng                               | Pld                                | W                                  | D                                  | L                                  | GF                                 | GA                                 | Thứ hạng                           |                                    |
| ---------------------------------- | ---------------------------------- | ---------------------------------- | ---------------------------------- | ---------------------------------- | ---------------------------------- | ---------------------------------- | ---------------------------------- | ---------------------------------- | ---------------------------------- | ---------------------------------- |
| 2018–19                            | A                                  | 4                                  | 4                                  | 1                                  | 1                                  | 2                                  | 4                                  | 10                                 | 9th                                |                                    |
| 2020–21                            | A                                  | 3                                  | 6                                  | 1                                  | 0                                  | 5                                  | 9                                  | 16                                 | 12th                               |                                    |
| 2022–23                            | A                                  | 1                                  | 8                                  | 5                                  | 2                                  | 1                                  | 12                                 | 8                                  | 2nd                                |                                    |
| Tổng cộng                          | Tổng cộng                          | Tổng cộng                          | 24                                 | 11                                 | 4                                  | 9                                  | 33                                 | 40                                 | 2nd                                |                                    |

## Kết quả thi đấu

### 2024
| 23 tháng 3 FIFA Series 2024                                            | Tunisia | 0–0 (4–5 p)                                                                        | Croatia | Cairo, Ai Cập                                                                |  |
| 21:00                                                                  |         | Chi tiết                                                                           |         | Sân vận động: Sân vận động Quốc tế Cairo Trọng tài: Mohamed Maarouf (Ai Cập) |  |
|                                                                        |         | Loạt sút luân lưu                                                                  |         |                                                                              |  |
| - Ben Romdhane - Laïdouni - Abdi - Jelassi - Ltaief - Jaziri - Haddadi |         | - Vlašić - Kramarić - Petković - Majer - Mario Pašalić - Juranović - Marco Pašalić |         |                                                                              |  |

| 26 tháng 3 FIFA Series 2024 | Ai Cập                        | 2–4      | Croatia                                                | New Administrative Capital, Ai Cập                                  |  |
| 22:00                       | - Rabia 6' - Abdelmonem 90+4' | Chi tiết | - Vlašić 21' - Petković 57' - Kramarić 77' - Majer 86' | Sân vận động: Sân vận động Misr Trọng tài: Adalbert Diouf (Sénégal) |  |

| 3 tháng 6 Giao hữu | Croatia                              | 3–0      | Bắc Macedonia | Rijeka, Croatia                                                                           |  |
| 19:00              | - Majer 10', 45' - Marc. Pašalić 79' | Chi tiết |               | Sân vận động: Sân vận động Rujevica Lượng khán giả: 8,030 Trọng tài: Matej Jug (Slovenia) |  |

| 8 tháng 6 Giao hữu | Bồ Đào Nha | 1–2      | Croatia                           | Oeiras, Bồ Đào Nha                                               |  |
| 18:45              | - Jota 48' | Chi tiết | - Modrić 8' (ph.đ.) - Budimir 56' | Sân vận động: Sân vận động Quốc gia Trọng tài: Harm Osmers (Đức) |  |

| 15 tháng 6 UEFA Euro 2024 | Tây Ban Nha                                | 3–0      | Croatia | Berlin, Đức                                                                         |  |
| 18:00 CEST                | - Morata 29' - Fabián 32' - Carvajal 45+2' | Chi tiết |         | Sân vận động: Olympiastadion Lượng khán giả: 68,844 Trọng tài: Michael Oliver (Anh) |  |

| 19 tháng 6 UEFA Euro 2024 | Croatia                             | 2–2      | Albania                    | Hamburg, Đức                                                                              |  |
| 15:00 CEST                | - Kramarić 74' - Gjasula 76' (l.n.) | Chi tiết | - Laçi 11' - Gjasula 90+5' | Sân vận động: Volksparkstadion Lượng khán giả: 46,784 Trọng tài: François Letexier (Pháp) |  |

| 24 tháng 6 UEFA Euro 2024 | Croatia      | 1–1      | Ý                | Leipzig, Đức                                                                           |  |
| 21:00 CEST                | - Modrić 55' | Chi tiết | - Zaccagni 90+8' | Sân vận động: Red Bull Arena Lượng khán giả: 38,322 Trọng tài: Danny Makkelie (Hà Lan) |  |

| 5 tháng 9 UEFA Nations League 2024–25 | Bồ Đào Nha               | 2–1      | Croatia            | Lisbon, Bồ Đào Nha                                                                                  |  |
| 20:45 CEST(19:45 WET)                 | - Dalot 7' - Ronaldo 34' | Chi tiết | - Dalot 41' (l.n.) | Sân vận động: Sân vận động Ánh sáng Lượng khán giả: 57,675 Trọng tài: Halil Umut Meler (Thổ Nhĩ Kỳ) |  |

| 8 tháng 9 UEFA Nations League 2024–25 | Croatia      | 1–0      | Ba Lan | Osijek, Croatia                                                                     |  |
| 20:45 CEST                            | - Modrić 52' | Chi tiết |        | Sân vận động: Opus Arena Lượng khán giả: 12,612 Trọng tài: François Letexier (Pháp) |  |

| 12 tháng 10 UEFA Nations League 2024–25 | Croatia                        | 2–1      | Scotland       | Zagreb, Croatia                                                                               |  |
| 18:00 CEST                              | - Matanović 36' - Kramarić 70' | Chi tiết | - Christie 33' | Sân vận động: Sân vận động Maksimir Lượng khán giả: 21,702 Trọng tài: István Kovács (Romania) |  |

| 15 tháng 10 UEFA Nations League 2024–25 | Ba Lan                                        | 3–3      | Croatia                                  | Warsaw, Ba Lan                                                                                                  |  |
| 20:45 CEST                              | - Zieliński 5' - Zalewski 45' - Szymański 68' | Chi tiết | - Sosa 19' - P. Sučić 24' - Baturina 26' | Sân vận động: Sân vận động Śląski Lượng khán giả: 56,103 Trọng tài: Alejandro Hernández Hernández (Tây Ban Nha) |  |

| 15 tháng 11 UEFA Nations League 2024–25 | Scotland | v        | Croatia | Glasgow, Scotland          |  |
| 20:45 CET(19:45 GMT)                    |          | Chi tiết |         | Sân vận động: Hampden Park |  |

| 18 tháng 11 UEFA Nations League 2024–25 | Croatia | v        | Bồ Đào Nha | Split, Croatia                    |  |
| 20:45 CET                               |         | Chi tiết |            | Sân vận động: Sân vận động Poljud |  |

## Cầu thủ

### Đội hình hiện tại
Đây là đội hình đã hoàn thành UEFA Euro 2024.
Số trận ra sân và số bàn thắng được tính vào ngày 24 tháng 6 năm 2024 sau trận gặp Ý.
| Số | VT | Cầu thủ                      | Ngày sinh (tuổi)  | Trận | Bàn | Câu lạc bộ        |
| -- | -- | ---------------------------- | ----------------- | ---- | --- | ----------------- |
| 1  | TM | Dominik Livaković            | 9 tháng 1, 1995   | 57   | 0   | Fenerbahçe        |
| 12 | TM | Nediljko Labrović            | 10 tháng 10, 1999 | 1    | 0   | Rijeka            |
| 23 | TM | Ivica Ivušić                 | 1 tháng 2, 1995   | 6    | 0   | Pafos             |
|    |    |                              |                   |      |     |                   |
| 2  | HV | Josip Stanišić               | 2 tháng 4, 2000   | 20   | 0   | Bayer Leverkusen  |
| 3  | HV | Marin Pongračić              | 11 tháng 9, 1997  | 10   | 0   | Lecce             |
| 4  | HV | Joško Gvardiol               | 23 tháng 1, 2002  | 33   | 2   | Manchester City   |
| 5  | HV | Martin Erlić                 | 24 tháng 1, 1998  | 9    | 0   | Sassuolo          |
| 6  | HV | Josip Šutalo                 | 28 tháng 2, 2000  | 17   | 0   | Ajax              |
| 19 | HV | Borna Sosa                   | 21 tháng 1, 1998  | 21   | 1   | Ajax              |
| 21 | HV | Domagoj Vida (third captain) | 29 tháng 4, 1989  | 105  | 4   | AEK Athens        |
| 22 | HV | Josip Juranović              | 16 tháng 8, 1995  | 39   | 0   | Union Berlin      |
|    |    |                              |                   |      |     |                   |
| 7  | TV | Lovro Majer                  | 17 tháng 1, 1998  | 34   | 8   | VfL Wolfsburg     |
| 8  | TV | Mateo Kovačić                | 6 tháng 5, 1994   | 104  | 5   | Manchester City   |
| 10 | TV | Luka Modrić (đội trưởng)     | 9 tháng 9, 1985   | 178  | 26  | Real Madrid       |
| 11 | TV | Marcelo Brozović             | 16 tháng 11, 1992 | 99   | 7   | Al Nassr          |
| 13 | TV | Nikola Vlašić                | 4 tháng 10, 1997  | 56   | 8   | Torino            |
| 15 | TV | Mario Pašalić                | 9 tháng 2, 1995   | 66   | 10  | Atalanta          |
| 18 | TV | Luka Ivanušec                | 26 tháng 11, 1998 | 22   | 2   | Feyenoord         |
| 25 | TV | Luka Sučić                   | 8 tháng 9, 2002   | 10   | 0   | Red Bull Salzburg |
| 26 | TV | Martin Baturina              | 16 tháng 2, 2003  | 4    | 0   | Dinamo Zagreb     |
|    |    |                              |                   |      |     |                   |
| 9  | TĐ | Andrej Kramarić              | 19 tháng 6, 1991  | 96   | 29  | TSG Hoffenheim    |
| 14 | TĐ | Ivan Perišić (đội phó)       | 2 tháng 2, 1989   | 134  | 33  | Hajduk Split      |
| 16 | TĐ | Ante Budimir                 | 22 tháng 7, 1991  | 24   | 3   | Osasuna           |
| 17 | TĐ | Bruno Petković               | 16 tháng 9, 1994  | 40   | 11  | Dinamo Zagreb     |
| 20 | TĐ | Marko Pjaca                  | 6 tháng 5, 1995   | 26   | 1   | Rijeka            |
| 24 | TĐ | Marco Pašalić                | 14 tháng 9, 2000  | 5    | 1   | Rijeka            |

### Từng được triệu tập
Đội hình đã từng được triệu tập trong 12 tháng qua.
| Vt | Cầu thủ          | Ngày sinh (tuổi)  | Số trận | Bt | Câu lạc bộ    | Lần cuối triệu tập                 |
| --- | ---------------- | ----------------- | ------- | -- | ------------- | ---------------------------------- |
| TM | Dominik Kotarski | 10 tháng 2, 2000  | 1       | 0  | PAOK          | UEFA Euro 2024 PRE                 |
| |                  |                   |         |    |               |                                    |
| HV | Borna Barišić    | 10 tháng 11, 1992 | 35      | 1  | Rangers       | UEFA Euro 2024 PRE                 |
| HV | Duje Ćaleta-Car  | 17 tháng 9, 1996  | 24      | 1  | Lyon          | UEFA Euro 2024 PRE                 |
| HV | Dario Melnjak    | 31 tháng 10, 1992 | 8       | 0  | Hajduk Split  | v. Latvia, 18 November 2023 PRE    |
| HV | Jakov Medić      | 7 tháng 9, 1998   | 0       | 0  | Ajax          | v. Latvia, 8 September 2023 PRE    |
| |                  |                   |         |    |               |                                    |
| TV | Kristijan Jakić  | 14 tháng 7, 1997  | 5       | 0  | Augsburg      | UEFA Euro 2024 PRE                 |
| TV | Toni Fruk        | 9 tháng 4, 2001   | 0       | 0  | Rijeka        | UEFA Euro 2024 PRE                 |
| TV | Niko Sigur       | 9 tháng 9, 2003   | 0       | 0  | Hajduk Split  | UEFA Euro 2024 PRE                 |
| TV | Petar Sučić      | 25 tháng 10, 2003 | 0       | 0  | Dinamo Zagreb | UEFA Euro 2024 PRE                 |
| TV | Nikola Moro      | 12 tháng 3, 1998  | 1       | 0  | Bologna       | FIFA Series PRE                    |
| |                  |                   |         |    |               |                                    |
| TĐ | Marin Ljubičić   | 28 tháng 2, 2002  | 0       | 0  | LASK          | UEFA Euro 2024 PRE                 |
| TĐ | Igor Matanović   | 31 tháng 3, 2003  | 0       | 0  | Karlsruher SC | UEFA Euro 2024 PRE                 |
| TĐ | Dion Drena Beljo | 1 tháng 3, 2002   | 2       | 0  | FC Augsburg   | v. Armenia, 21 November 2023       |
| TĐ | Josip Brekalo    | 23 tháng 6, 1998  | 35      | 4  | Hajduk Split  | v. Latvia, 18 November 2023 PRE    |
| TĐ | Petar Musa       | 4 tháng 3, 1998   | 6       | 0  | FC Dallas     | v. Latvia, 18 November 2023 PRE    |
| TĐ | Franjo Ivanović  | 1 tháng 10, 2003  | 0       | 0  | Rijeka        | v. Latvia, 18 November 2023 PRE    |
| TĐ | Marko Livaja RET | 26 tháng 8, 1993  | 21      | 4  | Hajduk Split  | v. Thổ Nhĩ Kỳ, 12 October 2023 WD  |
| TĐ | Matija Frigan    | 11 tháng 2, 2003  | 0       | 0  | Westerlo      | v. Thổ Nhĩ Kỳ, 12 October 2023 PRE |
| - INJ = Chấn thương. - WD = Rút khỏi đội hình hiện tại. - SUS = Bị đình chỉ tham dự·. - RET = Giải nghệ sau lần triệu tập gần nhất. - PRE = Chỉ nằm trong danh sách sơ bộ. - COV = Rút lui vì dương tính với COVID-19. |                  |                   |         |    |               |                                    |

### Các cầu thủ nổi tiếng
| - Aljoša Asanović - Slaven Bilić - Zvonimir Boban - Alen Bokšić - Robert Jarni - Dražen Ladić - Robert Prosinečki - Mario Mandžukić - Luka Modrić - Ivica Olić |  | - Dado Pršo - Zvonimir Soldo - Mario Stanić - Igor Štimac - Davor Šuker - Goran Vlaović - Luka Modric - Ivan Rakitić - Ivan Perišić - Davor Šuker |  |  |
| |  | |  |  |

### Cầu thủ khoác áo đội tuyển nhiều nhất

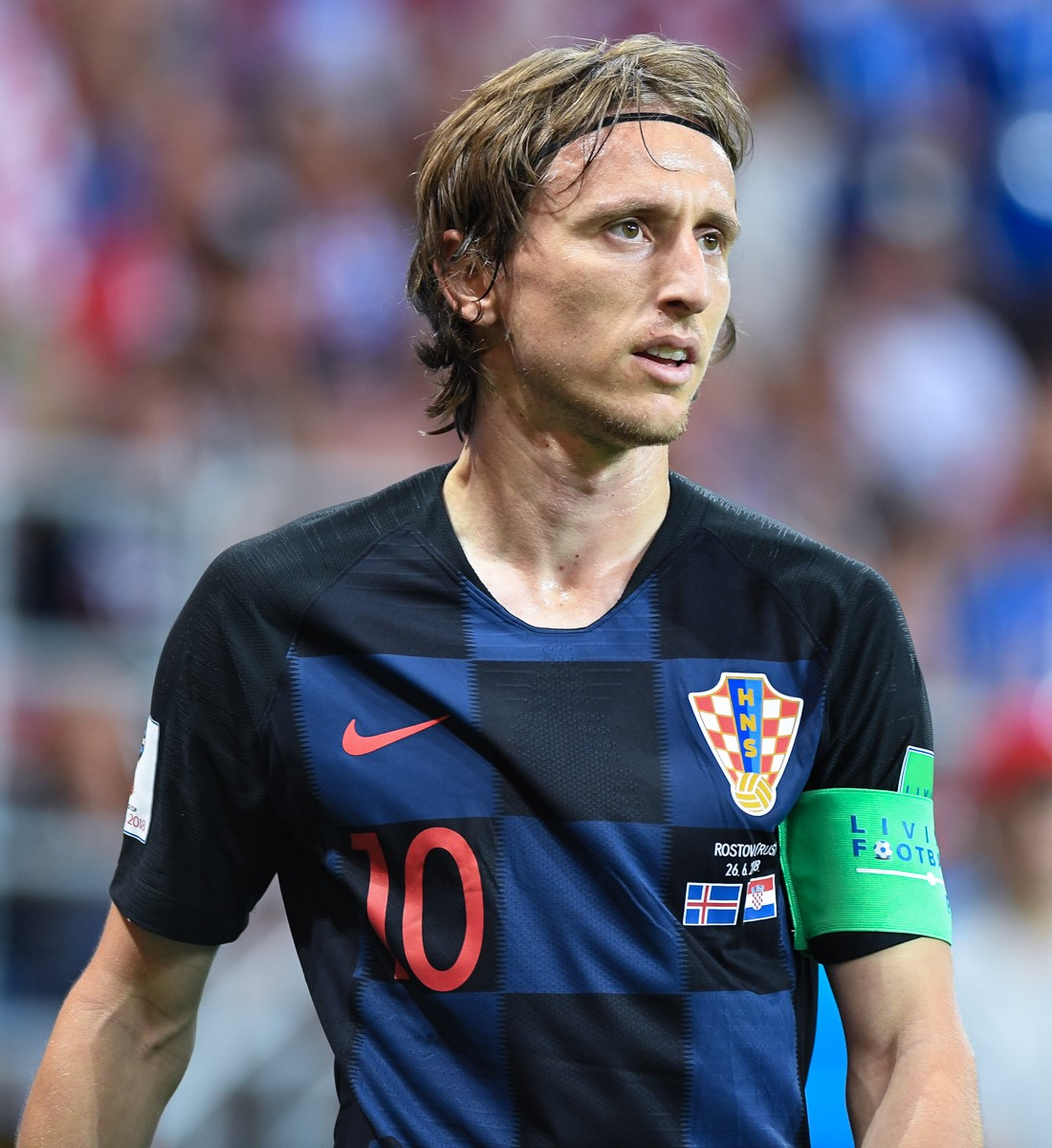
Luka Modrić là cầu thủ khoác áo đội tuyển Croatia nhiều nhất với 178 trận.

Tính đến ngày 24 tháng 6, 10 cầu thủ khoác áo đội tuyển quốc gia nhiều nhất là:
| #  | Tên cầu thủ     | Thời gian thi đấu | Số trận | Bàn thắng |
| -- | --------------- | ----------------- | ------- | --------- |
| 1  | Luka Modrić     | 2006–             | 178     | 26        |
| 2  | Darijo Srna     | 2002–2016         | 134     | 22        |
| 3  | Ivan Perišić    | 2011–             | 134     | 33        |
| 4  | Stipe Pletikosa | 1999–2014         | 114     | 0         |
| 5  | Ivan Rakitić    | 2007-2020         | 106     | 15        |
| 6  | Josip Šimunić   | 2001-2013         | 105     | 3         |
| 6  | Domagoj Vida    | 2010–             | 105     | 4         |
| 8  | Ivica Olić      | 2002–2015         | 104     | 20        |
| 9  | Vedran Ćorluka  | 2006–2018         | 103     | 4         |
| 10 | Dario Šimić     | 1996–2008         | 100     | 3         |

### Cầu thủ ghi nhiều bàn thắng nhất

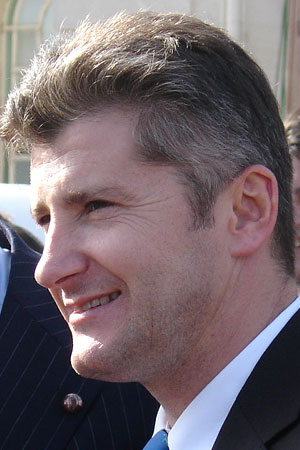
Davor Šuker là cầu thủ ghi nhiều bàn thắng nhất cho đội tuyển Croatia với 45 bàn thắng.

Dưới đây là top 10 cầu thủ ghi nhiều bàn thắng nhất cho đội tuyển Croatia (tính đến ngày 24 tháng 6 năm 2024).
| STT | Tên cầu thủ      | Bàn thắng | Số trận | Hiệu suất | Thời gian thi đấu |
| --- | ---------------- | --------- | ------- | --------- | ----------------- |
| 1   | Davor Šuker      | 45        | 69      | 0.65      | 1991–2002         |
| 2   | Mario Mandžukić  | 33        | 89      | 0.37      | 2007–2018         |
| 2   | Ivan Perišić     | 33        | 134     | 0.25      | 2011–             |
| 4   | Eduardo da Silva | 29        | 64      | 0.45      | 2004–2014         |
| 4   | Andrej Kramarić  | 29        | 96      | 0.3       | 2014–             |
| 6   | Luka Modrić      | 26        | 178     | 0.15      | 2006–             |
| 7   | Darijo Srna      | 22        | 134     | 0.16      | 2002–2016         |
| 8   | Ivica Olić       | 20        | 104     | 0.19      | 2002–2015         |
| 9   | Niko Kranjčar    | 16        | 81      | 0.2       | 2004–2013         |
| 10  | Nikola Kalinić   | 15        | 42      | 0.36      | 2008–2018         |
| 10  | Goran Vlaović    | 15        | 51      | 0.29      | 1992–2002         |
| 10  | Ivan Rakitić     | 15        | 106     | 0.14      | 2007–2019         |

## Huấn luyện viên
- Dražan Jerković, 1990-1991
- Stanko Poklepović, 1992
- Vlatko Marković, 1993
- Miroslav Blažević, 1994-2000
- Mirko Jozić, 2000-2002
- Otto Barić, 2002-2004
- Zlatko Kranjčar, 2004-2006
- Slaven Bilić, 2006-2012
- Igor Štimac, 2012-2013
- Niko Kovač, 2013-2015
- Ante Čačić, 2016-2017
- Zlatko Dalić, 2017-

## Danh hiệu
- Giải vô địch bóng đá thế giới
  - Á quân: 2018
  - Hạng ba: 1998, 2022
- UEFA Nations League
  - Á quân: 2023

### Các giải đấu chính
- Kirin Cup
  - Á quân: 1997
- Korea Cup
  - Vô địch: 1999
- Cúp Carlsberg
  - Hạng ba: 2006

### Giải thưởng khác
- Đội bóng tiến bộ nhất của năm
  - 1994
  - 1998